# Едуардо Камет
Франсиско Кармело Камет (познатији као Едуардо Камет, 16. септембар 1876 — Мирамар, 15. јули 1931) био је аргентински мачевалац на преласку из 19. у 20. век.
Као први и једини аргентински спортиста учествовао је на Олимпијским играма 1900. у Паризу и то у дисциплини мач у појединачној конкуренцији. У тој дисциплини такмичила су се 104 такмичара из девет земаља. Камет и Кубанац Рамона Фонста били су једини Нефранцузи у финалу. Камет је у финалу заузео пето место.
Његов син Кармело Феликс Камет учествовао је на Олимпијским играма 1928. у Амстердаму и у дисциплини флорет екипно освојио бронзану медаљу.